# Теодор Мандић
Др Теодор Мандић (Нови Сад, 30. март 1824 — Нови Сад, 13. фебруар 1903) био је српски правник, краљевски саветник и посланик у Угарском сабору.

## Биографија
Основну школу и шест разреда гимназије (1834—1840) похађао је у Новом Саду. Потом студирао филозофију у Сегедину и Пожуну, и право у Пешти, Бечу и Халеу, где је 1849. постао доктор правних наука.
Крајем 1849. именован је за другог секретара великог жупана Бачке жупаније Исидора Николића Србоградског. Потом постаје срески начелник у Баји, а од 1859. је био чиновник у Министарству унутрашњих послова у Бечу. Када је укинуто Војводство Србија и Тамишки Банат, краће време био је већник Намесништва у Темишвару, а затим саветник Одсека Министарства просвете у Будимпешти.
На функцији комесара рестаурације Новосадског магистрата убрзао је избор Светозара Милетића за градоначелника и тиме допринео да 20. марта 1861. дође до обнове градске власти. Као присталица конзервативне политике и ванстраначка личност биран је за посланика у Угарском сабору и на Народно-црквеном сабору у Сремским Карловцима. Велико негодовање либералног дела српског грађанства изазвао је два пута: давањем подршке Герману Анђелићу на изборима за патријарха (1881) и када је на конференцији код председника мађарске владе Банфија предлагао измену државног закона на коме је почивала српска народна аутономија (1897).
Био је редовни, а од 1863. почасни члан Матице српске, и од 1901. члан њеног Књижевног одељења. На изборима за председника Матице 1888. био је противкандидат Милошу Димитријевићу, али је поражен. Уз Павла Гостовића и Луку Јоцића био је извршилац тестамента Марије Трандафил.
Са Персидом Шилић имао је троје деце - Марију (која је преминула са седам месеци), Александра (који је преминуо када је имао двадесет година) и Софију (преминула у тридесет првој години живота). Пошто је надживео децу по сопственој жељи сахрањен је поред њих на новосадском Алмашком гробљу. Удовица Персида завештала је имовину (куће у Грчкошколској улици и 211 јутара земље) Српској православној великој гимназији у Новом Саду.